# Трессан, Луи Элизабет де ла Вернь де
Луи Элизабет де ла Вернь, граф де Трессан (1705—1783) — французский писатель.
Служил при дворе Станислава Понятовского, затем возвратился в Париж и стал завсегдатаем салона г-жи Тансэн. Известность создал ему перевод «Неистового Орланда» и особенно обширный «Corps d’extraits de romans de chevalerie» (1782), где он умело переработал эти старинные литературные памятники. Всё перечисленное публиковалось во «Всеобщей библиотеке романов», в редколлегию которой он входил.
Его «Oeuvres completes» изданы в 1822 г., «Oeuvres choisies» — в 1787 г. Сын его, аббат де Трессан (1749—1809), написал «Chevalier Robert» (1801), рыцарский роман, который он издал как посмертное произведение своего отца.